# Caps Lock 키

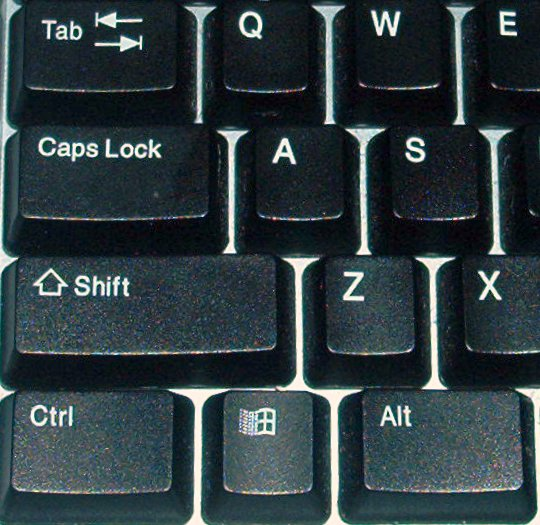
Caps lock 키는 컴퓨터 자판의 좌측 중단에 위치한다.

컴퓨터 자판에서 ⇪ Caps Lock(캡스록 키)는 입력시 로마자의 대/소문자를 바꾸게 하는 글쇠이다. 이 키를 눌러 기능을 활성화하면 로마자 알파벳은 기본적으로 대문자로 입력이 되며, 다시 한 번 키를 눌러 기능을 해제하면 다시 소문자로 입력된다. 캡스 록 기능이 활성화된 상태에서는 ⇧ Shift(시프트 키)를 눌러야 소문자를 입력할 수 있다. 키보드 중에는 캡스 록의 기능이 활성화되었을 때 점등이 되고, 해제되면 등이 꺼지는 장치를 해 놓은 것들도 있다.